# Dino Risi
Dino Risi (23. prosince 1916 Milán – 7. června 2008 Řím) byl italský filmový režisér, představitel žánru commedia all'italiana.
Vystudoval medicínu a působil nějaký čas jako psychiatr, ale zlákal ho film, u nějž začínal jako asistent Mario Soldatiho a Alberto Lattuady. Od padesátých let, poté co ho objevil producent Carlo Ponti, měl možnost točit vlastní filmy.
K jeho největším hitům patří trilogie tvořená snímky Poveri ma belli (1957), Una vita difficile (1961) a Sváteční vyjížďka (1962). Dále uspěla válečná komedie I Mostri (1963) a především Vůně ženy (1974), kde hlavní roli slepce ztvárnil Risiho oblíbený herec Vittorio Gassman, jenž si za ni odnesl cenu za nejlepší herecký výkon z Cannes. Snímek byl též nominován na dva Oscary a získal francouzskou cenu César pro nejlepší zahraniční film. Občas si Risi odskočil ze žánru komedie, v roce 1977 například k mysterióznímu dramatu Ztracená duše (s Gassmanem a Catherine Deneuvovou), roku 1981 k hororu Přízrak lásky (s Romy Schneiderovou a Marcellem Mastroiannim). Od osmdesátých let točil hlavně v televizi (mj. úspěšná nová verze Horalky z roku 1988, v níž si Sophia Lorenová zahrála stejnou roli po 28 letech). S velkým plátnem se rozloučil roku 1996.
Dva jeho bratři, Nelo Risi a Fernando Risi, se rovněž věnovali filmu, stejně jako dva jeho synové Claudio Risi a Marco Risi.